# Ситников Антон Олександрович
Анто́н Олекса́ндрович Си́тников (нар. 12 липня 1991, м. Дніпрорудне, Василівський район, Запорізька область, УРСР, СРСР) — український футболіст, воротар клубу «Лівий берег» (Київ). Грав за юнацькі збірні України різних вікових категорій. Зіграв 1 матч за молодіжну збірну України.

## Життєпис
Антон Ситников народився у Дніпрорудному. Футболом почав займатися у віці 7 років на позиції захисника, першими тренерами хлопця були В'ячеслав Денисов та Володимир Брик. У 2003 році Антона зарахували до ДЮСШ «Металург» (Запоріжжя), де він займався у групі Віктора Трегубова разом з Сергієм Сидорчуком, Сергієм Кривцовим, Максимом Ковалем, Євгеном Задоєю та іншими. У 2005 році перейшов до академії київського «Динамо», де став багаторазовим призером чемпіонату ДЮФЛУ та численних міжнародних турнірів. З 2006 року залучався до ігор юнацьких збірних України різних віків, у 2007 році брав участь в чемпіонаті Європи з футболу серед 17-річних. Після завершення академії перебував у заявці «Динамо-3», однак на поле так і не вийшов. Провів 2 поєдинки за молодіжний склад «Динамо», після чого тренери команди повідомили голкіперу, що на нього не розраховують.
Протягом 2009—2010 років намагався знайти себе у київському ЦСКА, рівненському «Вересі» та футбольному клубі «Львів», однак закріпитися ніде так і не зумів. 4 вересня 2010 року дебютував у складі молодіжної збірної України, відігравши один тайм у товариському матчі проти збірної Казахстану. У 2011 році приєднався до лав «Зірки», кольори якої захищав майже півтора сезони. З 2013 року — основний голкіпер футбольного клубу «Гірник-спорт» з Горішніх Плавнів, разом з яким у сезоні 2013/14 здобув «золото» Другої ліги та право на підвищення у класі.
У січні 2021 року став гравцем МФК «Миколаїв».
Влітку 2021 року став гравцем клубу «Лівий берег» (Київ).

## Досягнення
- Переможець Другої ліги чемпіонату України: 2013/14